# Vladimír Bárta (1939)
Vladimír Bárta (* 20. března 1939, Banská Štiavnica) je slovenský publicista, krajinářský fotograf, spisovatel literatury faktu, autor mnoha reprezentačních obrazových knih o Slovensku. Jeho syn Vladimír je fotograf a publicista.

## Životopis
Rodák z Banské Štiavnice, absolvoval Střední průmyslovou školu chemickou v Banské Štiavnici, Vysokou školu zemědělskou v Nitře s doplňkovým studiem pedagogiky a žurnalistiku na Filozofické fakultě Univerzity Komenského v Bratislavě. Od roku 1963 žije a tvoří v Banské Bystrici.
Pracoval na Katedře přírodního prostředí, na lesnické fakultě ve Zvolenu (1963-1968), v Laboratoři zemědělství v Banské Bystrici, (1968-1971), v Československém rozhlase, studio Banská Bystrica (1971-1988), v redakci periodika Svět práce Praha (1988-1989) a od roku 1990 působil jako umělec na volné noze, fotograf, publicista a editor.
Roku 1993 vytvořil a vlastním nákladem vydal první knihu o nově vzniklém státě ve dvou jazykových mutacích Slovensko - Slovakia a Slovensko - Slowakei, byla více než rok jedinou publikací reprezentující Slovensko. V dalších letech se svým synem Vladimírem vytvořil 128 obrazových a obrazově-textových knih o Slovensku, o slovenských městech, hradech, horách, národních parcích a kulturních památkách. Knihy Vladimíra Bárty ani jednou nechyběly v národních stáncích Slovenské republiky na nejvýznamnějších mezinárodních knižních výstavách a veletrzích v Evropě v Budapešti, Praze, Varšavě, Londýně, Paříži nebo Frankfurtu nad Mohanem.